# 小城市立三日月小学校
小城市立三日月小学校（おぎしりつ みかつきしょうがっこう）は佐賀県小城市三日月町長神田にある市立小学校。

## 概要
歴史
1885年（明治18年）創立。数回の改組・改称を経て、現校名になったのは2005年（平成17年）。2019年（令和元年）には創立145周年を迎えた。
校章
3つの「カ」（ミカ=三日）を図案化して組み合わせ、中央に「小」の文字を置いている。
校歌
1947年（昭和22年）に制定。作詞は高田保馬、作詞は信時潔による。歌詞は4番まであり、1番の歌詞中に校名の「三日月」が登場する。
通学区域
住所表記で「小城市」の後に「三日月町」が続く地域。
中学校区は小城市立三日月中学校。

## 沿革
前史
- 1872年（明治5年） - 学制発布当時、寺子屋の統合が行われる。
- 1875年（明治8年）- 大字四条に「堀江小学校」が設置される。
- 1877年（明治10年）- 字深川に「織島小学校」が、字佐織に「佐織小学校」が設置される。

正史
- 1885年（明治18年）- 上記3校を統合の上、大字三ヶ島に「晩成小学校」が設置される。
  - 織島小学校と堀江小学校（四条）の2校を織島分教場・四条分教場とし、佐織小学校を廃止。
- 1886年（明治19年）4月 - 小学校令の施行により、尋常科（4年制）を設置の上、「尋常晩成小学校」に改称。
- 1889年（明治22年）4月1日 - 町村制の施行により、三日月村が発足。
  - 久米、甲柳原、石木の三字が小城町より分離し、三日月村に合併されたため、尋常桜岡小学校にその区域の児童の教育を委託する。
- 1891年（明治24年）- 三日月村立の学校となる。
- 1892年（明治25年）4月 - 小学校令の改正により、「三日月尋常小学校」（4年制）に改称。
- 1901年（明治34年）4月 - 高等科（4年制）を併置の上、「三日月尋常高等小学校」（尋常科4年・高等科4年）に改称。
- 1908年（明治41年）4月 - 小学校令の改正により、義務教育年限（尋常科の修業年限）が4年から6年に延長される。
  - これまでの尋常科4年・高等科4年を尋常科6年・高等科2年に改編。桜岡尋常高等小学校への委託を尋常科4年までとする。
- 1909年（明治42年） - 校舎3棟を増築。
- 1912年（明治45年） - 現在地に第一館が完成。
- 1916年（大正5年）- 講堂が完成。
- 1919年（大正8年）- 第三館の西側に校舎が完成。
- 1920年（大正9年）- 校舎増築に伴い、織島と四条両分教場を廃止し、その生徒を本校に収容。
  - 同時に、桜岡尋常高等小学校への委託を終了し、委託していた生徒を本校に収容。
- 1930年（昭和5年）- 運動場を拡張。水泳場を新築。
- 1932年（昭和7年）- 高等科が三日月公民学校[2]として独立。これにより、「三日月尋常小学校」（6年制）と改称。
- 1935年（昭和10年）8月 - 創立50周年を記念して、記念館と付属校舎1棟が完成。
- 1941年（昭和16年）
  - 4月1日 - 国民学校令の施行により、「三日月国民学校」（6年制）と改称。尋常科を初等科に改める。
  - 10月 - 大雨のため、第三館の西側が半壊する。
- 1943年（昭和18年）4月 - 第三館西側4教室が完成（復旧）。
- 1947年（昭和22年）4月1日 - 学制改革により、「三日月村立三日月小学校」と改称。新校旗、校歌を制定。
- 1960年（昭和35年）4月 - 第三館西を解体し、講堂兼体育館が完成。
- 1962年（昭和37年）11月 - 給食調理室が完成。
- 1965年（昭和40年）5月 - 3階建て9教室が完成。
- 1966年（昭和41年）
  - 3月 - 3階建て10教室等が完成し、前年完成の校舎に接続。
  - 12月 - 六角校舎（特別教室棟）が完成。
- 1968年（昭和43年）2月 - 校舎北側に岩石園と観察池が完成。
- 1969年（昭和44年）
  - 1月1日 - 町制実施により、「三日月町立三日月小学校」と改称。
  - 4月1日 - 特殊学級を設置。
  - 9月 - プールが完成。
- 1970年（昭和45年）4月 - 米飯給食を開始。
- 1981年（昭和56年）8月 - 総合遊具施設が完成。
- 1982年（昭和57年）8月 - 本館と体育館の渡り廊下が完成。
- 1983年（昭和58年）6月 - 相撲場が完成。
- 1985年（昭和60年）11月 - 創立100周年記念式典を挙行。
- 1987年（昭和62年）5月 - 三日月町育友会が小学校と中学校に分離。
- 1989年（平成元年）11月 - 制服検討委員会が設置される。
- 1990年（平成2年）
  - 3月 - プレハブ校舎が完成。
  - 7月 - 六角校舎と木造校舎を解体。
- 1991年（平成3年）
  - 4月 - 新制服を制定。
  - 5月 - 鉄筋コンクリート造の第二棟舎が完成。
  - 9月 - 日時計が寄贈される。
- 1992年（平成4年）9月 - 校外集会場 (さんさん広場) が完成。
- 1997年（平成9年）8月 - 国旗掲揚台を設置。
- 1998年（平成10年）8月 - 兵庫県三日月町立三日月小学校（みかづき）との交流会を実施。
- 2001年（平成13年）
  - 1月 - パソコン室が完成。
  - 3月 - 体育館が完成。旧体育館を解体。
- 2002年（平成14年）8月 -プレハブ4教室を設置。
- 2005年（平成17年）3月1日 - 市町合併により、「小城市立三日月小学校」（現校名）に改称。
- 2007年（平成19年）3月 - 新校舎が完成。
- 2010年（平成22年）4月 - 完全給食を開始。
- 2015年（平成27年）3月 - 運動場南側に児童クラブ専用施設たんぽぽと総合遊具が完成。

## 交通
最寄りの鉄道駅
- JR九州 唐津線「小城駅」

最寄りのバス停留所
- 昭和バス 「三津」バス停

最寄りの幹線道路
- 佐賀県道212号川上牛津線 「三日月小学校東」交差点

## 周辺
- 小城市立三日月中学校
- 小城市立三日月幼稚園
- 妙勝寺